# Carlos Alcaraz
Carlos Alcaraz Garfia (født 5. maj 2003 i El Palmar, Spanien) er en professionel tennisspiller fra Spanien. Han er (pr. november 2023) rangeret som nr. 2 på ATP's tennisrangliste. 
Alcaraz har vundet 13 singletitler på ATP Touren, herunder Wimbledon (2023), US Open (2022), French Open (2024) og fire Masters 1000-titler. Med sejren i US Open blev Alcaraz i en alder af 19 år, fire måneder og 6 dage den yngste spiller i den åbne æra til at indtage førstepladsen på mændenes verdensrangliste.
Under sommer-OL 2024 i Paris slog han Hady Habib, Tallon Griekspoor, Roman Safiullin (i en omkamp af anden runde af Paris Masters i 2023), Tommy Paul og Félix Auger-Aliassime og nåede dermed finalen. Han blev dermed den yngste sølvvinder i herresingle ved OL. I guldkampen tabte han dog til Djokovic i to sæt.